# Спринг-Сити 66
Спринг-Сити 66 (Spring City 66) — сверхвысокий небоскрёб, расположенный в деловом центре китайского города Куньмин. Построен в 2019 году в стиле модернизма, по состоянию на 2020 год являлся самым высоким зданием города, 31-м по высоте зданием Китая, 37-м — Азии и 62-м — мира.
349-метровая офисная башня Спринг-Сити 66 имеет 61 наземный и 4 подземных этажа, на высоте 286 м расположена смотровая площадка, площадь здания — 167 630 м², площадь всего комплекса — 401 300 м². Архитекторами небоскрёба выступили американская фирма Kohn Pedersen Fox (Нью-Йорк), гонконгская фирма Wong Tung & Partners и Юньнаньский институт дизайна (Куньмин), владельцем является гонконгский оператор недвижимости Hang Lung Group.
Помимо офисного небоскрёба Спринг-Сити 66 в состав комплекса Hang Lung Plaza входят многоуровневый торговый центр и две высотные жилые башни. Комплекс Hang Lung Plaza связан переходами со станцией метро Куньминского метрополитена.  